# Kukułka
Pour les articles homonymes, voir Kukułka (homonymie).
Ne doit pas être confondu avec Kukulkan.
Le Kukułka  (kukułka en polonais) est un monomoteur, monoplace polonais de construction amateur.

## Description
L'avion est construit à partir de 1969 par Eugeniusz Pieniążek (né en 1934), persecuté par le régime communiste, qui décide de quitter le pays à bord de son aéronef. Pieniążek commence à le construire dans son appartement pour finir l'assemblage dans un hangar d'aéro-club. Il utilise l'empennage et les ailes de planeur Foka. Kukułka est le premier avion de construction amateur enregistré en République populaire de Pologne, le 10 août 1971. Il est immatriculé SP-PHN. Le 13 septembre 1971, Pieniążek  décolle de Krosno par temps de brouillard et quitte illégalement la Pologne. Pour des raisons politiques, il choisit de gagner la Yougoslavie. Volant à très basse altitude, il se dirige vers la Tchécoslovaquie et la Hongrie pour atterrir à Subotica. Il se sert d'une carte routière et suit les routes et les rivières lors de son voyage périlleux, à la suite duquel sa jambe droite est partiellement paralysée. Après l'atterrissage il est envoyé en prison, 7 mois après, les autorités yougoslaves lui donnent une permission d'un jour, à condition qu'il ne revienne plus. Finalement son voyage se termine en Suède où Pieniążek fait venir sa famille. Une fois à l'ouest, l'avion est rayé du registre des avions polonais. En 1992 Kukułka reçoit l'immatriculation suédoise SE-XKK. En 1997 l'aéronef revient en Pologne où il est réimmatriculé SP-FKU.  Le 
13 septembre 2005 Pieniążek offre son avion au musée de l'aviation polonaise à Cracovie.
L'histoire d'Eugeniusz Pieniążek inspire deux cinéastes, Piotr Załuski et Tomasz Piotrowski, qui en font le sujet de leur film: "Trzeba w życiu coś zrobić" (Il faut faire quelque chose dans la vie).